# 白い船
『白い船』（しろいふね）は、2002年公開の日本映画。
錦織良成監督による「島根3部作」の第1作。

## 概要
島根半島のとある小学校（塩津小学校）の児童たちと「白い船」との交流の実話を描いた映画で、2000年刊行の倉掛晴美著「海の子の夢をのせて」（石風社）を原作とする。映画化にあわせて小説化もなされており、早坂真紀著「白い船」（新潮社）が刊行されている。
錦織はしまね映画祭の頓原町と美保関町の会場に出向いた帰りに平田市に立ち寄った際、塩津小学校とフェリーの交流の話を耳にした所から映画化を決意した。
公開後の2002年8月には本映画を記念して塩津地区に「白い船公園」が整備され、監督・俳優陣のサインが刻まれたモニュメントや、主題歌の歌碑が設置されている。

## 「白い船」のモデル
「白い船」のモデルは、かつて室蘭港 - 直江津港 - 博多港を結んだ九越フェリーの「れいんぼうべる」「れいんぼうらぶ」である。
1996年4月、東日本フェリー傘下の九越フェリーが直江津と博多を結ぶ航路を開設し「れいんぼうべる」が就航し週3回運航、定期航路による日本一周が可能となった。翌1997年3月には僚船「れいんぼうらぶ」も就航し同航路は毎日運航となった。1998年には直江津 - 室蘭との直通運航となり再度週3回運航になった後、2001年「ニューれいんぼうべる」「ニューれいんぼうらぶ」が就航し旧船は売却されたが、新船も2006年12月の同航路休航ののち、商船三井フェリーに譲渡された。なお、 航路は再開されないまま廃止となっている。
映画のモデルとなった交流は1998年6月に平田市立塩津小学校の児童が学校の窓から見えるフェリーに気付き、5・6年の社会科授業にて九越フェリーへ質問状を送り返答があった所から始まった。交流開始後に塩津小学校の児童が「れいんぼうらぶ」（1998・2001年）・「ニューれいんぼうらぶ」（2005年）に乗船したほか同校の児童が制作した壁新聞が船内に掲示されており、九越フェリー船内に掲示されていた塩津小学校からの手紙や壁新聞を見た倉掛晴美がフェリーと小学校の交流を知り取材し「海の子の夢をのせて」として書籍化した。なお、映画で主に登場したのは「れいんぼうらぶ」であるが、「れいんぼうべる」は宮崎カーフェリーへ譲渡後に映画『LIMIT OF LOVE 海猿』で使われるなど、両船とも映画と縁の深い船であった。
2019年3月の塩津小学校閉校に際しては、閉校前年の学習発表会において本映画の錦織良成監督と主演の中村麻美の講話、主題歌を担当した角松敏生らによる演奏が行われた。

## キャスト
- 佐藤静香（静香先生）：中村麻美
- 和泉好平：濱田岳
- 和泉貫平（貫平じいちゃん）：中村嘉葎雄
- 森脇記者：尾美としのり
- 太田登美雄（れいんぼうらぶ船長）：竜雷太
- 和泉林太郎（林太郎ひいじいちゃん）：大滝秀治
- 校長先生：田山涼成
- 教頭先生：長谷川初範
- 養護教諭：山口美也子
- 島田先生：氏家恵
- 福間先生：高橋理奈
- 小野先生：白石美帆
- 松村司：福田亮太
- 角松孝雄：松尾暁
- 高橋洋子：福原夏子
- 山根早紀：堀田也美
- 谷川恵：本間理紗
- 司のじいちゃん：奥村公延
- 司の姉（貴子）：戸田麻衣子
- 静香の母：宮下順子
- 静香の妹：深谷愛
- 林太郎の父：山田アキラ
- サッカー少女：藤田のぞみ

## スタッフ
- 監督・脚本：錦織良成
- 製作者：日下部孝一、大富國正、岡俊太郎、徳田勝紀
- 企画：日下部孝一、錦織良成
- プロデューサー：横山剛、日向武夫、鈴木大介
- 音楽：角松敏生
- 主題歌：角松敏生「Always Be With You」（BMGファンハウス）
- 撮影：柳田裕男
- 美術：平井亘、吉田悦子
- 編集：掛須秀一
- 協力：しまね映画祭実行委員会、「白い船」映画製作平田市実行委員会、九越フェリー
- 後援：島根県、島根県教育委員会、平田市、平田市教育委員会、松江市、松江市教育委員会、出雲市、出雲市教育委員会、斐川町、斐川町教育委員会、大社町、大社町教育委員会、島根県文化振興財団
- 特別協賛：岩谷産業
- 協賛：一畑電気鉄道、一畑グループ、美保鉄筋、石橋酒造、NTT西日本島根支店、NTTドコモ中国島根支店、山陰合同銀行、JAいずも、平田商工会議所
- 製作：ゼアリズエンタープライズ、エキスプレス、讀賣テレビ放送、日本海テレビジョン放送

## ロケ地
- 島根県平田市塩津地区（現・出雲市）
- 島根県松江市中心部
- 島根県出雲市美保町
- 新潟県上越市 直江津港東埠頭 東日本・九越フェリーターミナル
- 九越フェリー「れいんぼうらぶ」船内

### 註
1. ↑  のちに親会社の東日本フェリーに合併。
2. ↑  商船三井フェリーに譲渡後「さんふらわあ しれとこ」に改名。
3. ↑  商船三井フェリーに譲渡後「さんふらわあ だいせつ」に改名。